# Tarenna alpestris
Tarenna alpestris là một loài thực vật có hoa trong họ Thiến thảo. Loài này được (Wight) N.P.Balakr. miêu tả khoa học đầu tiên năm 1980.